# Betül Cemre Yıldız
Betül Cemre Yıldız (ur. 16 maja 1989 w Izmirze) – turecka szachistka, arcymistrzyni od 2012 roku.

## Kariera szachowa
W szachy gra od 9. roku życia. Po dwóch latach należała już do ścisłej czołówki tureckich szachistek, w 2000 r. debiutując w narodowej drużynie na szachowej olimpiadzie w Stambule. Wielokrotnie reprezentowała narodowe barwy na mistrzostwach świata i Europy juniorek w różnych kategoriach wiekowych, dwukrotnie zdobywając brązowe medale mistrzostw świata, w latach 2007 (Kemer, do 18 lat) oraz 2009 (Puerto Madryn, do 20 lat).
Jest multimedalistką indywidualnych mistrzostw Turcji, zdobywając 7 złotych (pięciokrotnie w latach 2001–2006 oraz 2009, 2010), 2 srebrne (2008, 2012) oraz brązowy medal (2007).
Wielokrotnie reprezentowała Turcję w turniejach drużynowych, m.in.:
- sześciokrotnie na olimpiadach szachowych (w latach 2000, 2002, 2004, 2008, 2010, 2012); medalistka: indywidualnie – brązowa (2012 – na II szachownicy)[1],
- dwukrotnie na drużynowych mistrzostwach świata (w latach 2011, 2013)[2],
- sześciokrotnie na drużynowych mistrzostwach Europy (w latach 2001, 2003, 2005, 2007, 2011, 2013)[3],
- dwukrotnie na olimpiadach szachowych juniorów do 16 lat (w latach 2003, 2004)[4],
- na drużynowych mistrzostwach Europy juniorów do 18 lat (w roku 2002)[5].

Normy na tytuł arcymistrzyni wypełniła w Puerto Madryn (2009) oraz dwukrotnie we Lwowie (w kwietniu i grudniu 2011).
Najwyższy ranking w dotychczasowej karierze osiągnęła 1 października 2012 r., z wynikiem 2379 punktów zajmowała wówczas 87. miejsce na światowej liście FIDE, jednocześnie zajmując 2. miejsce (za Etakeriną Atalik) wśród tureckich szachistek.